# Zaćmienie Słońca z 3 października 2005

Zaćmienie Słońca z 3.10.2005

Obrączkowe zaćmienie Słońca z 3 października 2005 – zaćmienie Słońca widoczne w wąskim pasie od północnego Atlantyku, przez Półwysep Iberyjski (m.in. w Madrycie), Afrykę (Algierię, Tunezję, Libię, Sudan, Etiopię i Kenię) po Ocean Indyjski. Zaćmienie widoczne było także jako częściowe w całej Europie, na większości obszaru Afryki, w Indiach i na Bliskim Wschodzie. Na terytorium Polski przesłonięciu uległo 40 - 50% tarczy słonecznej.

## Galeria

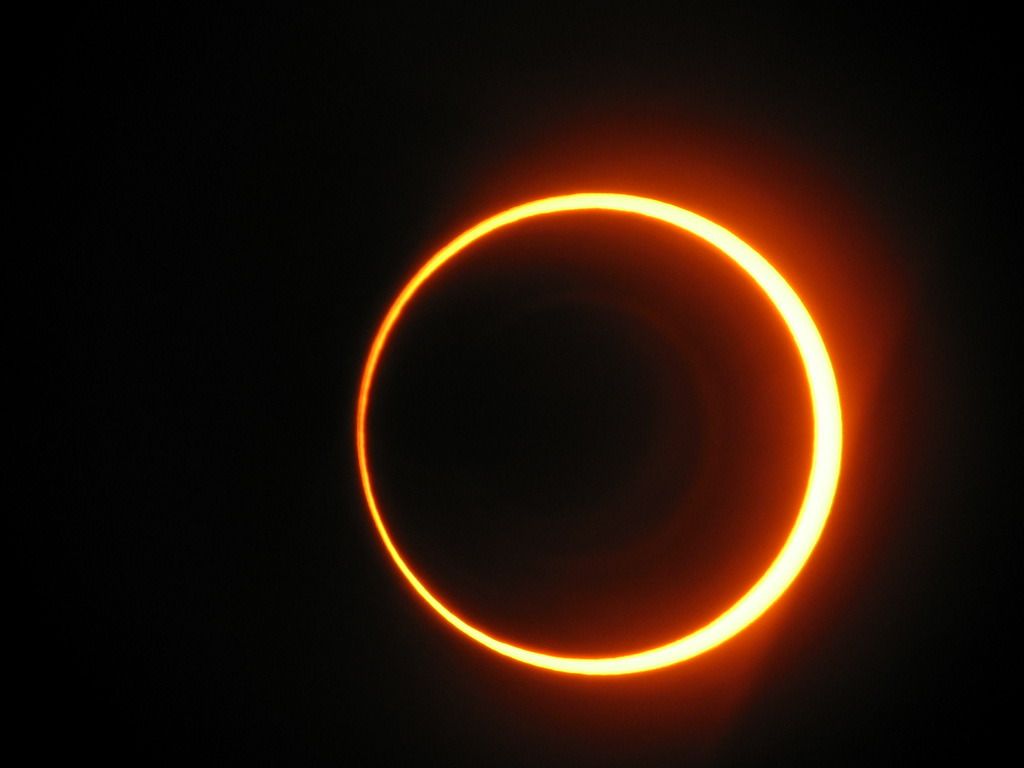
Zaćmienie obrączkowe w Hiszpanii
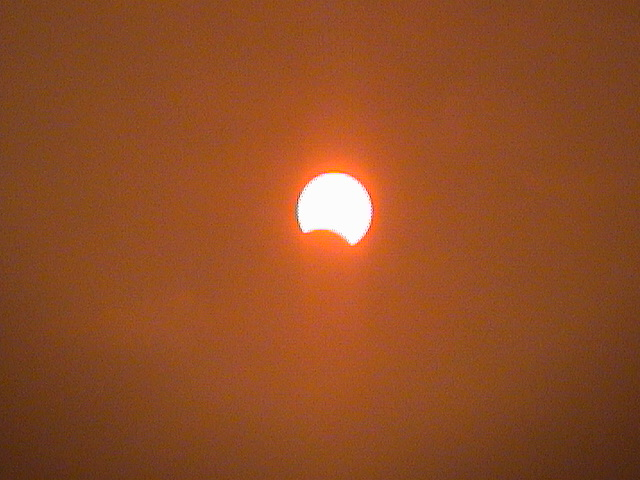
Zaćmienie częściowe w Indiach